# 女超人 (第六季)
《女超人》第六季（英語：Supergirl Season 6）是一部美國超級英雄動作冒險電視劇，由電視劇製作人艾莉·安德勒和兩位綠箭宇宙開發者葛雷格·波蘭提和安德魯·克瑞斯伯格合作開發，劇集以DC漫畫中的女超人角色改編而來，由奧拓·賓得與阿爾·派拉斯提諾合作創立。
第六季於2020年1月獲得續訂，拍攝工作於10月開始，繼續由羅伯特·羅夫諾和潔西卡·奎勒擔任節目統籌，主演梅莉莎·班諾伊以及大部分主演也一同回歸。而在2020年9月時，CW電視網官方公佈第六季作為本劇的最終季，總共會有20集。

## 本季概要
第六季作為《女超人》最終季，劇情承接著上一季，基於第五季以縮短集數的方式收尾，首播集同時為第五季結尾留下的懸念收場。拍攝工作原定於2020年9月開始，但因等待全體劇組的2019冠状病毒病检测、以及主演梅莉莎·班諾伊的產假與育嬰假，因此推遲到同年10月13日開始，拍攝預計即將在2021年8月6日結束。
主演凱樂·利將會擔任本季第6集的導演工作，同時作為她的首次執導經歷。本季第12集同時將會由主演雅姿·塔斯費陪同本劇編劇之一的J·霍瑟姆（J. Holtham）一同編寫，而塔斯費的參與作為綠箭宇宙影集史上首次由演員本人參與劇集編寫工作。
節目統籌羅伯特·羅夫諾在採訪中表示，此季劇情部分相似於前兩季，繼續引入一些與當今現實社會相關的政治及社會話題。而潔西卡·奎勒表示“權力”會是圍繞著一整季的主題，具體方面將會在後半季中體現；包含濫權及其範圍內外等等。

## 卡司

### 主要演員
- 梅莉莎·班諾伊 飾演 卡拉·佐-艾爾／卡拉·丹佛斯／女超人
  - 伊莎貝拉·維多維奇（英语：Izabela Vidovic） 飾演 年輕的卡拉

- 凱樂·利 飾演 艾莉絲·丹佛斯／守衛（英语：Alex Danvers）
  - 奧莉維亞·妮卡寧 飾演 年輕的艾莉絲

- 凱蒂·麥克格雷斯 飾演 莉娜·路瑟（英语：Lena Luthor）
- 傑西·拉斯（英语：Jesse Rath） 飾演 奎羅·「布萊尼」·道斯／魔神腦五號（英语：Brainiac 5）
- 妮可·梅因斯（英语：Nicole Maines） 飾演 妮雅·納爾／夢境者（英语：Nia Nal）
- 雅姿·塔斯費（英语：Azie Tesfai） 飾演 凱莉·奧爾森／守護者
- 茱莉·鞏瑟羅 飾演 安卓莉亞·羅哈斯／黑暗天使（英语：Acrata）
- 史塔茲·尼爾（英语：Staz Nair） 飾演 威廉·戴
- 大衛·哈伍德（英语：David Harewood） 飾演 喬恩·瓊茲／火星獵人
- 佩塔·薩金特（英语：Peta Sergeant） 飾演 妮可西（英语：Ms. Gsptlsnz）

### 常設演員
- 喬恩·克萊爾 飾演 雷克斯·路瑟
- 布蘭妲·史壯（英语：Brenda Strong） 飾演 莉莉安·路瑟
- 羅伯特·貝克（英语：Robert Baker (actor)） 飾演 奧提斯·葛雷夫絲
- 莎朗·莉爾 飾演 梅根·摩絲／火星小姐
- 克勞德·諾爾頓 飾演 薩拉斯·懷特
- 傑森·貝爾（英语：Jason Behr） 飾演 佐-艾爾（英语：Zor-El）
- 麥特·布蘭 飾演 米奇
- 賈萊爾·斯瓦比 飾演 奧蘭多·戴維斯
- 蜜拉·瓊斯 飾演 伊絲梅

### 客串演員
- 卡拉·布歐諾（英语：Cara Buono） 飾演 葛曼妮／潔瑪·庫伯（英语：Gamemnae）
- 安卓莉亞·布魯克斯（英语：Andrea Brooks） 飾演 伊芙·泰絲馬克（英语：Eve Teschmacher）
- 克里斯·威廉·馬丁 飾演 納辛姆·托克
- 彼得·蘇達索 飾演 肯尼·李
- 奧爾登·史托斯 飾演 喬伊·戴維斯
- 卡莉·麥切特（英语：Kari Matchett） 飾演 琴·蘭肯
- 凱特·波頓（英语：Kate Burton (actress)） 飾演 伊莎貝·納爾
- 湯瑪斯·雷蒙 飾演 怪傑先生（英语：Mister Mxyzptlk）
- 艾曼紐·瓦吉兒（英语：Emmanuelle Vaugier） 飾演 瑪格莉特和佩姬·畢肖普
- 科琳·威勒 飾演 佛羅倫絲·艾伯特
- 霍莉·德沃（英语：Holly Deveaux） 飾演 碧翠絲·拉爾
- 漢娜·詹姆斯（英语：Hannah James (actress)） 飾演 梅芙·納爾
- 基斯·達拉斯 飾演 阿爾·克萊恩

### 特別演出
- 大衛·萊姆西（英语：David Ramsey） 飾演 約翰·迪格爾（英语：John Diggle (Arrowverse)）
- 傑雷米·喬丹 飾演 溫·肖特
- 麥卡德·布魯克斯（英语：Mehcad Brooks） 飾演 詹姆斯·奧爾森／守護者
- 克里斯·伍德 飾演 蒙艾（英语：Lar Gand）
- 海倫·史萊特（英语：Helen Slater） 飾演 伊莉莎·丹佛斯
- 卡莉絲塔·佛克哈特 飾演 凱特·葛蘭特（英语：Cat Grant）
  - 伊莉莎·海姆 飾演 年輕的凱特

## 集數
| 總集數 | 集數 （季） | 標題                                            | 導演               | 編劇                                                                       | 首播日期       | 製作 代碼 | 美國收視人數 （百萬） |
| --- | ----------- | ----------------------------------------------- | ------------------ | -------------------------------------------------------------------------- | -------------- | --------- | --------------------- |
| 107 | 1           | 浴火重生 Rebirth                                | 傑西·沃恩          | 劇本創作 ：羅伯特·羅夫諾 & 潔西卡·奎勒 故事構思 ：傑·費伯 & 潔絲·卡多斯    | 2021年3月30日  | T13.22601 | 0.73                  |
| 卡拉一行人抵達利維坦藏於地下的母艦上挽救瀕死的布萊尼，但逃過一劫的葛曼妮返回船上大開殺戒，眾人聯手將反生命方程式輸入母艦主機而徹底消滅她。但這時，雷克斯透過裝有利維坦力量的收藏瓶與自身融合而獲得超能力，下一步準備透過黑曜石企業的鏈接使所有上線的用戶變成自己的支持者，再靠自己環繞地球的一系列攻擊型衛星殲滅全球所有“非支持者”；甚至聲言將不會止步於地球。為了阻止雷克斯，卡拉以自身當誘餌對決強大的雷克斯，爭取足夠時間讓喬恩和梅根靠火星人的精神連結儀式化為力量而同時摧毀所有衛星；而艾莉絲和妮雅前去雷克斯的藏身處奪回利維坦收藏瓶，再將其武器化使雷克斯變回凡人；莉娜和布萊尼合作使用萬劫信號逆轉雷克斯的代碼，使全球將他視為英雄的市民認清他是“罪犯”的事實。一切完工後，所有英雄同時抵達孤獨堡壘決戰雷克斯，雖然成功使雷克斯變回凡人，但代價卻是卡拉被他用傳送儀送至幻影區而不知下落。威廉在伊芙的作證之下寫出文章公開雷克斯的惡行，面臨破產的安卓莉亞同時決定背離自私的父親，偷偷以父親名義買下凱特企業的股份。隨著雷克斯移送法辦，莉娜趁機用萬劫裝置清除他與其他相關人士對卡拉身份的記憶，喬恩在善後過程中安慰艾莉絲一定會救回卡拉。當時受困幻影區的卡拉，開始被大量外星人包圍。                |             |                                                 |                    |                                                                            |                |           |                       |
| 108 | 2           | 寥寥無幾 A Few Good Women                       | 傑西·沃恩          | 德瑞克·賽門 & 艾莉·利普森                                                  | 2021年4月6日   | T13.22602 | 0.69                  |
| 卡拉掉進漫無邊際、時間不流逝的幻影區，醒後發現自己身邊佈滿居於黑暗的恐怖生物「魅影族」，恐懼開始在她的腦中揮之不去。就在卡拉快支撐不住時，她本應在氪星爆炸時犧牲的生父佐-艾爾救下她，其在星球爆炸時逃至幻影區逃過一劫，但也變成他的不歸路。對再次見到父親感到欣喜的卡拉，交代自己這多年來在地球上的經歷以及亞果市倖免於難的喜訊後，開始想方設法帶父親逃出去，然而無論嘗試多少次都寸步難行。在現實，艾莉絲一行人找上一名曾試圖闖入幻影區的外星男子薩拉斯，合作製出通向幻影區的傳送門儀器，所有人一心一意試圖將卡拉救出來而做好萬全準備。然而計劃趕不上變化，幻影區受之前的多元宇宙危機影響而形成無數個“群島”，造成眾人一時找不出卡拉所在，還不慎將三隻魅影族釋出來，僅能聯手將牠們關回去。面對如此難上加難，艾莉絲開始陷入前所未有的絕望。而一波未平一波又起，告上法庭的雷克斯在法官與陪審團面前靠強詞奪理扳倒伊芙的證詞，即使莉娜及時前來一同作證，但陪審團最後仍然一致裁定雷克斯因證據不足而當庭無罪釋放，失望結果迫使莉娜與投奔媒體力量的安卓莉亞聯手挖掘真相。其中一隻魅影族靠附體於薩拉斯而逃到現實，為幻影區中的同伴打開一條侵略的通道，而卡拉也準備嘗試牠們能夠出入傳送門的能力。                     |             |                                                 |                    |                                                                            |                |           |                       |
| 109 | 3           | 魅影危機 Phantom Menaces                        | 薩茲·蘇德蘭        | 黛娜·霍根 & 埃米利歐·歐泰嘉·奧德利奇                                       | 2021年4月13日  | T13.22603 | 0.59                  |
| 附身於薩拉斯而逃至人類世界的魅影族首領，靠吸收薩拉斯以及一部分市民的生命力汲取能量，同時將所有受害者轉化為聽命於他的同類。禍不單行的喬恩一行人開始想辦法補救局勢，將一部分受害者關押起來直到危機結束，調查得知魅影族曾為一群以吸食恐懼為生、流離失所的黑暗外星族群。梅根作戰時不慎被魅影族抓傷而開始變成魅影族，迫使喬恩想辦法靠先前精神連結保住梅根的意識，艾莉絲帶領眾人抵抗魅影族，雖然成功救醒梅根，但魅影族首領仍然逃之夭夭。在幻影區，卡拉陪父親試圖擒拿一隻魅影族，卻雙雙掉落至另一區域，佐-艾爾被一群拘禁於此的外星罪犯抓走。卡拉不慎扭傷腳而行動不便、無法痊愈，直到一名來自五維空間的前公主妮可西及時救下她，其表示自己曾被生父送進來囚禁。卡拉說服妮可西幫她救回父親，指引她摧毀封印她魔法能力的手環而恢復能力。妮可西靠彈指使卡拉痊愈腳傷後，兩人聯手將佐-艾爾救出，卡拉同時聯想到靠妮可西的魔法尋找自己母親構建幻影區時安置的逃生通路。莉娜想盡辦法避免雷克斯再度干預公司行政，同時將路瑟基金會中的黑錢全數捐給兒童醫院，然而不甘心的雷克斯派奧提斯在醫院引發火災，甚至將起因歸罪於莉娜。莉娜最後強忍住內心的怒火，同時勸服一旁憤怒不已的布萊尼，選擇辭職並從此遠離家族企業。                  |             |                                                 |                    |                                                                            |                |           |                       |
| 110 | 4           | 失落之魂 Lost Souls                             | 艾莉絲·萊特-羅傑斯 | 凱倫·E·馬瑟 & 妮琪·霍康布                                                  | 2021年4月20日  | T13.22604 | 0.59                  |
| 莉娜離開家族企業後正式加入女超人團隊，幫眾人製造出一把能捕捉魅影族的武器，包括一部能找出卡拉所在位置的DNA追蹤儀器。然而，魅影族首領開始大範圍感染市民，同時靠汲取更多人類的生命力而變得更為強大，莉娜自責間接造成卡拉被雷克斯送入幻影區，因此急切想將她救出來，但艾莉絲為了終結魅影危機而決定犧牲這次機會，將儀器用在打敗魅影族的戰鬥中。而妮雅時不時夢見高中時期的卡拉和艾莉絲，景象在她的腦中揮之不去，但還是專心幫夥伴找到魅影族的巢穴所在。在巢穴的戰鬥中，一行人遭到伏擊而一個接一個變成魅影族，僅剩艾莉絲手持儀器摧毀魅影族的能量蛹，成功釋出生命力而使所有受害者恢復成人類，同時抓獲首領而大功告成。莉娜想到靠魅影族首領的追蹤本能加上卡拉的DNA足以找出卡拉所在，妮雅得知自己夢境的真正用意後，決定陪布萊尼穿越時空至十年前的米德維爾重新獲取卡拉的DNA。在幻影區，卡拉三人走進逃生塔，試圖啟用母親製造的鏡面通道，但妮可西堅持讓卡拉丟下其父逃走。卡拉由此慢慢發現妮可西打算逃出幻影區並展開復仇進行洩憤的私心，為了制止妮可西而不惜打碎鏡子而阻斷逃生通路。整座塔隨即啟動自毀程序，妮可西絕望地跪倒在地，卡拉情急之下僅能趕在塔樓炸毀坍塌前逃生。                                                   |             |                                                 |                    |                                                                            |                |           |                       |
| 111 | 5           | 舞會之夜 Prom Night!                            | 亞莉珊卓·拉羅謝    | 羅柏·賴特 & 潔絲·卡多斯                                                    | 2021年4月27日  | T13.22605 | 0.50                  |
| 妮雅和布萊尼搭乘超級英雄軍團艦船時間旅行至2009年的米德維爾鎮，然而艦船重要機件卻在穿越過程中受損，兩人甚至發現他們比計劃早一天到達。兩人下船後撞見高中時期的卡拉、剛讀一年學院而回老家探訪的艾莉絲、包括卡拉在原始宇宙中死去、在新宇宙中復活的同伴兼男友肯尼·李。妮雅和布萊尼裝作是逃離滅亡家園卻中途迫降至地球的“外星難民”，受到卡拉三人照顧並留宿一晚，妮雅同時以自身經歷來勸導當時秘密從事英雄工作的卡拉，同時也在猶豫是否要聯繫當時還活著的母親以尋求指引。隔天一早，妮雅和布萊尼分頭行動獲取修復艦船的所需元素，然而當時還是星球日報記者的凱特·葛蘭特來到小鎮調查超能力者存在的蹤跡。除此之外，外星偷獵手納辛姆·托克與其隨從米奇入侵小鎮，試圖捕捉身為氪星人的卡拉來完成牠們的外星種類收藏，兩人製造一場油罐車失控引誘卡拉現身，妮雅幫忙阻止危機導致托克錯失機會。目睹油罐車被制止的凱特證實有超能力者存在，借用一架空拍機深入調查。卡拉當時因秘密從事英雄，跟一心想保護她的艾莉絲發生爭吵，情緒低落時受到肯尼安慰，並得知她為自己在一間穀倉中搭建“堡壘”。布萊尼發現妮雅做出的干預已改變歷史，驚慌失措之下決定陪妮雅先抓捕托克來恢復歷史，然而兩人剛找到托克的艦船就不慎中陷阱而被捕獲。               |             |                                                 |                    |                                                                            |                |           |                       |
| 112 | 6           | 舞會風波 Prom Again!                            | 凱樂·利            | 羅柏·賴特 & 潔絲·卡多斯                                                    | 2021年5月4日   | T13.22606 | 0.62                  |
| 卡拉跟隨動靜而救出受困的妮雅和布萊尼，托克二人被鎖入自己的船中，布萊尼同時將船的航線設定為他們隔天即將被超自然行動局捕獲的地點以恢復時間線。但躲在一旁靠空拍下一切的凱特，無意間找到隱形船而不慎釋出托克二人；就在舞會之夜當晚，卡拉剛被含有氪石的隕石所傷，賊心不死的托克再次前來破壞而擾亂妮雅和布萊尼的安排。負傷無力戰鬥的卡拉目睹肯尼代替她被傳送至托克的船上，妮雅和布萊尼僅能先登船營救肯尼，而卡拉迅速恢復傷勢後加入戰鬥。然而整艘船被本地警察發現包圍，托克二人迅速搭救生艇撤離，無路可逃的卡拉一行人面臨著被警方逮捕且暴露身份。情急之下，妮雅和布萊尼以及偷偷跟來的卡拉再度穿越時間至前一天，制止凱特釋出托克而成功避免最壞的結局；凱特由於受到妮雅的“間接性鼓勵”，當晚便從星球日報離任並開始搭建自己的媒體帝國。隨著托克二人在無干預的情況下被送至“自投羅網”的地點，舞會之夜以及隕石墜落得以照常進行，先行一步跟卡拉、艾莉絲和肯尼道完別的妮雅和布萊尼，偷偷取得卡拉的DNA並準備回程前，無意間聽到卡拉和肯尼在舞會後的表白。卡拉如實告知肯尼關於自己畢業後準備搬去國際市讀大學並定居的決定，並有意想讓肯尼跟她一起去，而肯尼好心回絕並感謝卡拉這幾年的陪伴，認為他們都必須走各自的道路。         |             |                                                 |                    |                                                                            |                |           |                       |
| 113 | 7           | 無所畏懼 Fear Knot                              | 大衛·哈伍德        | J·霍瑟姆 & 艾莉·利普森                                                     | 2021年5月11日  | T13.22607 | 0.47                  |
| 隨著妮雅和布萊尼完成三天的任務後順利歸來，喬恩迅速將整座指揮塔變形成太空船開入幻影區中，再靠抓獲的魅影族首領的追蹤本能一路衝向卡拉的所在位置。艾莉絲一行人為這次救援行動做好充足的裝備及心理準備，同時深知他們僅有兩小時的時間，錯過這次時機則會永遠失去卡拉。然而大量魅影族因探測到其首領關在船內，開始大規模攻擊太空船，眾人僅能靠具有能量限制的防護罩進行防禦。但船內部突發電壓突波，造成首領一度脫逃而導致艾莉絲、莉娜、凱莉和妮雅心中的最大恐懼變為現實；在短短的十分鐘內，艾莉絲在恐懼境界中面臨著犧牲自己以拯救卡拉的艱難抉擇、莉娜遭到童年惡夢中的變形水怪追殺、凱莉目睹身邊的人集體被感染、而妮雅則面對因自己失敗而失去布萊尼的景象。眾人當中唯獨擁有獨特外星本能的喬恩和布萊尼沒受到影響，而喬恩全力將首領關回牢籠而將所有人喚回現實。在幻影區，卡拉父女及時逃出塔樓而死裡逃生，但卡拉也逐漸失去生存的希望，直到被身邊的父親點醒而重新振作起來。隨著所在地區瀕臨崩潰，卡拉和佐-艾爾準備好最後一搏，但艾莉絲一行人及時趕到，用莉娜研製的大型太陽光手榴彈為她們父女倆及時充能而飛入船內，使一行人得以團聚並逃出幻影區。但同樣死裡逃生的妮可西偷偷爬在船邊，跟著眾人一同迎向自由。                   |             |                                                 |                    |                                                                            |                |           |                       |
| 114 | 8           | 歡迎歸來 Welcome Back, Kara!                    | 艾門·V·卡沃基恩    | 黛娜·霍根 & 傑·費伯                                                        | 2021年8月24日  | T13.22608 | 0.56                  |
| 卡拉和佐-艾爾父女逃脫幻影區後稍作休整不久，被艾莉絲一行人歡慶歸來，而佐-艾爾決定前去亞果市前體驗一下地球的生活，隔天喬裝成卡拉的親戚一同造訪凱特企業。當時企業在媒體業排行榜上下跌，安卓莉亚命令剛回歸工作的卡拉追尋先前發生的魅影族襲擊事件。但卡拉還未完全從幻影區對她造成的心裡陰影中緩回來，又得知威廉因自己長時間不在而疑似出現新的感情，瞬間背負巨大壓力。當天，卡拉陪父親共同阻止一架即將墜至國際市的破碎人造衛星，偶然發現海域中的一塊堆積成島的大量廢棄物，嚴重現象縱使佐-艾爾決定為改善地球的生態危機出一份力。佐-艾爾將孤獨堡壘中的機器人管家稍加改造，打算將海中廢品轉化為能源，然而機器人處理時因吸收現場棄置的外星科技而發生故障，甚至吸附周圍所有廢品合成為巨人。當卡拉一行人冒著風險補救局勢後，自責的佐-艾爾承認是源於自己沒能拯救氪星的愧疚，在卡拉的支持下，他決定返回亞果市探望久別的妻子與族人。由於卡拉未交文章，安卓莉亞與威廉聯手搜集有關雷克斯的犯罪證據作為頭條以外，同時命令威廉私下追蹤女超人一行英雄的各個動向藉以捷足先登。而幻影區中的經歷深深影響到莉娜和妮雅，縱使莉娜決定回一趟老家尋找答案，而妮雅同時比以往更思念亡母。而當晚，妮雅突然被惡夢驚醒，感知到妮可西的存在。 |             |                                                 |                    |                                                                            |                |           |                       |
| 115 | 9           | 築夢大師 Dream Weaver                           | 莎儂·寇理          | 凱倫·E·馬瑟 & 埃米利歐·歐泰嘉·奧德利奇                                     | 2021年8月31日  | T13.22609 | 0.59                  |
| 凱莉開始從事社工工作，負責幫助一名超能力失控的寄養外星小孩喬伊，跟他溝通後得知他在擔心正在坐牢的哥哥奧蘭多。卡拉協助凱莉來到奧蘭多服刑的監獄瞭解情況，得知奧蘭多身為監外就業計劃的參與者之一，但認為情況另有隱情而換裝跟上去，發現監獄其實利用奧蘭多在內的外星囚犯靠超能力進行髒彈材料偷盜工作。喬恩當時剛好在追查近期發生的多起盜竊案，正當兩人準備奪下場面，卻驚動到奧蘭多一行人而集體駕車逃亡。卡拉靠威廉的人脈追查得知監獄典獄長實跟神秘黑幫老闆布魯諾·曼海姆有勾結，最後找到奧蘭多一行人後向他們伸出援手，原本對體系失望的奧蘭多最終被女超人勸服而自首。隨著真相公開，濫權受賄的典獄長被逮捕，奧蘭多得以提前釋放跟弟弟喬伊團聚。凱莉同時公開喬伊的寄養家庭屋主針對外星小孩的暴力控制方式，使屋主被停職調查而拯救所有小孩。受此經歷影響，凱莉決定接過哥哥詹姆斯的守護者使命，並得到艾莉絲的支持。妮雅近期在夢中遇見身在遠處背對著自己的亡母伊莎貝，無論怎麼嘗試都無法呼喚或觸及到她。當時因能力受限而受困夢境領域的妮可西因此注意到她，希望妮雅能協助自己抵達現實，同時承諾自己一旦出去會實現妮雅的心願，靠魔法帶回伊莎貝一天。妮雅起初並不相信她，但為了重新見到久別的母親，妮雅最終答應請求。         |             |                                                 |                    |                                                                            |                |           |                       |
| 116 | 10          | 鍥而不捨 Still I Rise                           | 傑西·沃恩          | 劇本創作 ：潔絲·卡多斯 故事構思 ：妮琪·霍康布 & 珍·崔伊                    | 2021年9月7日   | T13.22610 | 0.48                  |
| 妮可西脫離夢境領域後雖然兌現與妮雅的承諾，然而聲言自己仍會繼續留在現實。妮雅意識到自己闖禍卻追悔莫及，發現自己同樣會困在魔法陣界中一整天，但也如願以償見到母親伊莎貝。與母親的交流中，妮雅意識到自己的不足源於恐懼以及對姐姐梅芙的愧疚感，在母親的勸說下決定正視心魔，母女倆結束一天獨處再次分別。當凱莉開始進行武藝和體能訓練時，卡拉想辦法協助剛自由的奧蘭多和喬伊兄弟爭回一棟他們原本即將搬入的廉價公寓樓，其即將被市府轉讓給知名雲計算公司作為總部使用。手握投票權的市議員琴·蘭肯對奧蘭多這種前科犯不屑一顧，卡拉即便化身女超人試圖贏回支持卻孤掌難鳴。而當時仍未恢復力量的妮可西，碰巧被十多年前曾試圖捕捉卡拉卻被捕、如今打算另起爐灶的外星偷獵手米奇抓到，妮可西則將計就計謊稱會協助他，靠利用他的資源及手段拼湊出一部低溫技術構造的核武器，特意針對卡拉維護的公寓樓發動襲擊。卡拉及時用熱射線摧毀核彈化解危機，還成功為奧蘭多等住戶發聲爭回公寓。但事後，妮可西汲取現場零散的能量而恢復五維力量，僅憑彈指就使卡拉的超能力無效。措手不及的卡拉被魔法冰凍住雙腳，無助地目睹妮可西一發彈指摧毀整棟公寓樓，在希望化為烏有、以及無法求援的情況下，卡拉別無選擇地呼喚怪傑先生求助…                        |             |                                                 |                    |                                                                            |                |           |                       |
| 117 | 11          | 針鋒相對 Mxy in the Middle                      | 葛倫·溫特          | 劇本創作 ：羅柏·賴特 故事構思 ：艾莉·利普森 & 錢德勒·施密特                | 2021年9月14日  | T13.22611 | 0.40                  |
| 妮可西試圖將跟隨召喚現身的怪傑先生吸入一顆水晶球中，迫使怪傑先生先將卡拉救出束縛後撤回指揮塔，怪傑先生透漏妮可西準備湊齊散播在地球各處的七個圖騰，加上怪傑先生家族血脈來重新製出具有超群魔法力量的「全能石」（Allstone）。由於無法阻止妮可西的暴行，卡拉開始自責不已，妮雅選擇對她坦白是自己的一時私心而導致妮可西逃至現實的真相，並得到卡拉的理解。一行人爭分奪秒想辦法製出能抑制她魔法力量的手銬，卡拉帶著靠形象誘發器冒充怪傑先生的妮雅前去赴會，打算趁機為妮可西拷上手銬。然而一行人的計劃不慎敗露，集體面臨被妮可西召喚的火龍燒死，看不下去的怪傑先生親自前來，表示自己懊悔出賣過妮可西，最後自願被吸進水晶球中，同時也成功為妮可西拷上手銬。然而之前與妮可西聯手的米奇將她救走，其同樣打算利用她而達到目的，而卡拉一行人決定搶先找到所有圖騰。另一邊，莉娜蒞臨自己母親伊莉莎白位於紐芬蘭島的出生地，然而每當提起自己母親名字時便會受到當地居民的冷眼相待，甚至被告知自己母親是殺人放火的“女巫”。失望的莉娜剛要打道回府，但靠安卓莉亞的資料指引找到母親生前的摯友佛蘿倫絲，得知她們一行人當初是因無心的失誤而受到誣陷。得知所有真相的莉娜因此解開心結，臨走前被告知自己疑似得到母親的“恩賜”。                  |             |                                                 |                    |                                                                            |                |           |                       |
| 118 | 12          | 盲點 Blind Spots                                | 大衛·萊姆西        | J·霍瑟姆 & 雅姿·塔斯費                                                     | 2021年9月21日  | T13.22612 | 0.48                  |
| 凱莉目睹奧蘭多和喬伊的新公寓樓瞬間倒塌，導致喬伊等大量住戶收到波及而受傷，隨著醫院人滿為患、器材又周轉不及，其他戰友則全部忙於抓捕始作俑者妮可西，使陷入無助的凱莉背負巨大壓力。同樣在災難中受傷的蘭肯市議員無心思顧及其他公寓傷者，親自注射一劑基因改良治療藥物來自救，傷勢痊愈的同時催化她體內所吸收的五維能量，使她獲得一部分心想事成的魔法能力，但卻是靠虹吸喬伊等其他傷者的生命力作為能源。隨著喬伊傷勢無好轉，凱莉發覺事情不單純，受到造訪國際市的約翰·迪格爾協助，兩人調查發現是源於公寓樓內殘留的五維能量所致。然而眼看戰友們仍心不在焉，凱莉因此失望而對同伴哭訴自己一天下來的所見、所聞及遭遇的不公，迫使卡拉一行人最終醒悟而全力協助她。蘭肯當時開始濫用力量，決定摧毀整座城市排除弱勢群体，再建一片以她為首的新城市。直到卡拉一行英雄以及身穿全新守護者戰甲首次亮相的凱莉聯手制止她作亂，使傷者集體恢復健康，凱莉所化身的新守護者因此大受歡迎和愛戴。五維力量同時回歸妮可西的水晶球中，使她決定馬上尋找圖騰。經此一役，艾莉絲學會如何重視凱莉所在乎的事物，發誓不再讓她感受到無助。莉娜得知危機發生後火速趕回國際市，回家後發現佛蘿倫絲寄來自己母親遺留的魔法書，使她同樣不知如何面對。         |             |                                                 |                    |                                                                            |                |           |                       |
| 119 | 13          | 勇往直前 The Gauntlet                           | 塔妮安·麥吉爾南    | 劇本創作 ：黛娜·霍根 故事構思 ：傑·費伯 & 布魯克·波爾                      | 2021年9月28日  | T13.22613 | 0.40                  |
| 莉娜結束旅程歸隊後協助卡拉尋找「勇氣」圖騰，然而找尋圖騰猶如大海撈針，而妮可西搶先用水晶球找到圖騰所在，闖入國際市博物館搶走作為圖騰的文物。卡拉一行人及時到場攔截，過程中用熱射線將圖騰一分為二，導致一股五維能量釋放出來波及周邊大量群眾。卡拉與妮可西各拿一半圖騰，而卡拉靠記載詳細資料的智能影像得知，自己與妮可西必須分別接受勇氣考驗，誰先通過即可獲得圖騰控制權。因此兩人分別接受直面過去的考驗，卡拉回到她成為女超人首晚，但營救無數人的她卻兩度失敗。而妮可西則回到自己受父親和弟弟背叛當天，原本想刺殺出賣自己的弟弟卻不願下手，但選擇直面自己最“脆弱”的時刻而使她成功通過考驗。這時大量群眾開始被圖騰能量所影響而增幅心中的勇氣，以至於行為舉止開始不顧性命，其中一名女電機工程師意圖強行汲取閃電的能量，卻不慎產生出巨大風暴。卡拉被迫放棄手上的圖騰後前去阻止風暴，而圖騰回到妮可西手中再次合為一體，但也使所有人恢復自我而成功化解危機。而卡拉和妮可西因同時經歷過圖騰考驗，導致她們倆之間產生某種精神連結，雙方能感覺到彼此的存在及情感。當時對於自己身為女巫後裔而左右為難的莉娜，看著卡拉無助的樣子而對她坦白自己旅程中發現的身世，決定慢慢學會熟練蘊藏的魔法能力以助卡拉一臂之力。        |             |                                                 |                    |                                                                            |                |           |                       |
| 120 | 14          | 奇思妙想 Magical Thinking                       | 賽門·伯內特        | 凱倫·E·馬瑟 & 德瑞克·賽門                                                  | 2021年10月5日  | T13.22614 | 0.42                  |
| 卡拉為尋找妮可西下落以及其他圖騰所在而感到焦頭爛額時，妮可西闖入國際市體育場奪得「人性」圖騰，當時作為一名武術家隨身攜帶的大菩提樹木片護身符。而圖騰考驗卻是讓妮可西自身汲取周邊人的人性及同理心，導致所有受能量波及的市民開始失去理智、互相攻擊，逐漸演變成全城暴動事件。莉娜開始爭分奪秒研究母親的魔法書尋找解決方案，試圖將科學與魔法結合的魔藥配方解除圖騰的作用，但成果卻不慎加劇市民喪失理智的程度。然而莉娜看似失敗的成果同時造成妮可西吸收過量的同理心，使原本不擇手段的她一時心軟而錯失位於荷蘭海牙的「希望」圖騰，卡拉靠與妮可西的精神連結感知到這一切，提出讓莉娜再度使用魔藥配方藉以刺激妮可西放棄圖騰。莉娜因此冒險加大配方，由卡拉一行英雄盡可能阻止城市各處的嚴重暴亂，最後成功迫使妮可西放棄人性圖騰而敗逃，決定先去奪取希望圖騰。威廉這段期間以採訪為由獲准進入指揮塔協助一行人，經過一天相處逐漸理解她們為顧全大局而隱瞞內幕的苦衷，因此幫助她們隱瞞而寫出完美的文章，發表關於妮可西尋找圖騰而作亂的新聞，同時再三拒絕安卓莉亞打探女超人等等英雄真實身份的要求。事件的發生導致凱莉所幫助過的外星小女孩伊絲梅，因超能力失控而被她的養父母放棄領養，無奈之下再次被送回寄養家庭。            |             |                                                 |                    |                                                                            |                |           |                       |
| 121 | 15          | 明日希望 Hope for Tomorrow                      | 塔妮安·麥吉爾南    | 劇本創作 ：羅伯特·羅夫諾 故事構思 ：埃米利歐·歐泰嘉·奧德利奇 & 妮琪·霍康布 | 2021年10月12日 | T13.22615 | 0.38                  |
| 眾人得知妮可西曾去過希望圖騰所在的荷蘭海牙，然而妮可西使用武器化的勇氣圖騰護身而現身準備再次搶奪，但希望圖騰在通過考驗前會保持原封不動的狀態，妮可西僅能先撤退而跟卡拉競爭誰先通過考驗。本身代表希望的卡拉無論如何嘗試都無法通過考驗，而勇氣圖騰釋放的能量波及到同一棟樓中的卡茲尼亞與科托馬爾他兩大國的外交會議，導致兩國逐漸談不攏而升級成核戰爭。另一邊，艾莉絲和凱莉經過努力成功領養伊絲梅而達成心願，但為了教會伊絲梅學會控制住模仿身邊外星人超能力的特殊能力，艾莉絲將伊絲梅帶至指揮塔與眾人相處，然而不慎操之過急而險些傷害到她們剛建立的母女感情。艾莉絲不知如何應對，直到受凱莉指點而學會不再擔心、對未來產生希望而與伊絲梅達成和解。這時會議上的兩國瀕臨決裂而分別開始實施核打擊，卡拉陪夥伴化解核危機後，在心中充滿希望的情況下通過考驗而取得圖騰。妮可西這時將威廉劫為人質而威脅卡拉交出圖騰，但卡拉受威廉掩護而奪回勇氣圖騰，導致妮可西空手敗逃。為了不讓妮可西完成全能石，卡拉一行人經過深思熟慮後將希望圖騰扔至太陽銷毀，即使知道後果將是會讓地球失去原有的“希望”，但卡拉堅信靠她們一行人能再次建立象征。隨著希望圖騰的摧毀，萬念俱灰的妮可西突然得到自己“秘密崇拜者”協助。                  |             |                                                 |                    |                                                                            |                |           |                       |
| 122 | 16          | 惡夢之城 Nightmare In National City             | 艾瑞克·迪恩·西頓   | 羅柏·賴特 & 潔絲·卡多斯                                                    | 2021年10月19日 | T13.22616 | 0.42                  |
| 妮可西換上匿名崇拜者提供的戰甲聽到自身映出的“心聲”，接受指引而攻入一間夢境研究所竊取進入夢境領域的傳送門技術。卡拉一行人沒來得及阻止她進入領域，傳送門的開啟同時釋出一隻作為“惡夢結合體”的巨怪，由於巨怪即將侵襲國際市核電站，無從選擇的卡拉一行人被迫將半座城市用防護圓頂圍住以防止巨怪出逃。妮雅決定幫忙尋找藏於夢境領域中的「夢想」圖騰，然而受到夢境指引被迫與自己疏遠兩年的姐姐梅芙合作查詢資料，姐妹倆共同踏入領域中尋獲圖騰，然而在針對她們當中誰有資格持有圖騰而再度爆發爭吵，最後導致尾隨她們的妮可西捷足先登搶走圖騰。此時城市的混亂局面急轉直下，不但巨怪保持隱形狀態而無跡可尋，市民針對女超人等英雄的“強制保護手段”表示出強烈不滿與譴責。卡拉同時事先承諾會為先前和解的兩大國領袖進行獨家專訪，然而外面的混亂使她陷入蠟燭兩頭燒的局面。之後因國民警衛隊即將介入，卡拉被迫先去作戰而成功化解巨怪危機，代價卻是錯過專訪以及兩度對安卓莉亞失信。一天行動一敗塗地讓卡拉陷入深深的自責，使她決定從企業離職而將專訪機會讓給威廉，得以專心繼續使命。一天的合作使妮雅和梅芙姐妹重新審視彼此的關係，妮雅答應會重新慢慢接受姐姐梅芙。而成功奪得夢想圖騰的妮可西，正式見到身為崇拜者的雷克斯·路瑟。       |             |                                                 |                    |                                                                            |                |           |                       |
| 123 | 17          | 我相信愛的力量 I Believe in a thing Called Love | 傑西·沃恩          | 黛娜·霍根 & 妮琪·霍康布                                                    | 2021年10月26日 | T13.22617 | 0.45                  |
| 雷克斯供述自己這段期間穿越至三十一世紀，曾在未來世界與妮可西相愛，並告知她拼湊全能石的計劃最終會走向完敗，因此自願指引這個時代的她邁向成功；而先前的“心聲”則是雷克斯所保留的未來妮可西之意識。但妮可西仍決定單幹，之後卻被女超人一行人靠莉娜用魔法仿製的假「愛情」圖騰引出，險些被擒之下還是被雷克斯搭救。兩大死敵的聯手使一行人陷入難上加難的窘境，卡拉被迫答應將她們所收集的圖騰來武器化使用，而喬恩則代替卡拉通過勇氣圖騰的考驗。而真愛情圖騰位於葡萄牙里斯本的一座教堂中，相繼趕到的妮可西與女超人兩方爭鬥過程中使圖騰消失無蹤。艾莉絲準備辦酒吧派對而向凱莉求婚，而她們兩人之間屹立不倒的強大愛情使圖騰出現在艾莉絲手中。雷克斯和妮可西闖入派對索要圖騰，眾英雄及時趕到、聯手作戰導致妮可西命懸一線，雷克斯選擇放棄近在咫尺的圖騰救走她。事後，艾莉絲和凱莉得到眾人祝福，而戰鬥中受波及的愛情圖騰同時失效。為了查實雷克斯再現的證據，威廉私下會面其左右手奧提斯。而安卓莉亞隨著卡拉辭任及威廉調查無果，決定再次活用能力偷看雷克斯的日記來找證據。這時，雷克斯奪回本已摧毀的希望圖騰，揭露圖騰本質不會摧毀、而是會自動轉移至新的容器中；而愛情圖騰當時則轉移至維持艾莉絲和凱莉感情的伊絲梅體內。        |             |                                                 |                    |                                                                            |                |           |                       |
| 124 | 18          | 難言之隱 Truth or Consequences                  | 大衛·麥維爾特      | 劇本創作 ：凱倫·E·馬瑟 故事構思 ：埃米利歐·歐泰嘉·奧德利奇 & 艾莉·利普森   | 2021年11月2日  | T13.22618 | 0.40                  |
| 威廉經過與奧提斯的私下會面得到關於雷克斯正在備戰的重要情報，迅速告知女超人一行人時，卻得知安卓莉亞利用自己的名義對媒體公開她之前偷看的雷克斯日記內容，當中描述雷克斯對妮可西的愛意。威廉斥責安卓莉亞的自作主張，雷克斯同時也惱羞成怒。莉娜靠追蹤雷克斯戰甲技術的信號來源找到妮可西的艦船，眾人共同登艦聯合作戰，率先奪回夢想圖騰後撤離，途中得知轉移容器的希望圖騰重新落入敵手。布萊尼被迫跟身在未來的超級英雄軍團聯繫，得知雷克斯與妮可西在未來相愛及統治的事情發展，然而同時也接到自己戰後必須返回未來的命令。布萊尼深知自己未來的族人面臨絕種，卻又不忍心丟下心愛的妮雅而左右為難。莉娜找出妮可西艦船藏於外太空，卡拉陪喬恩登艦作戰，雷克斯與妮可西棄船敗逃，卡拉因此奪回兩人掌有的「真言」及希望兩大圖騰。隨著威脅暫時排除，一行人決定放鬆一晚而替艾莉絲和凱莉慶祝單身派對，威廉則留在指揮塔替眾人照顧伊絲梅。然而雷克斯陪妮可西趁機入侵塔中抓走身為愛情圖騰的伊絲梅，恥笑著說整個戰局發展都是他一手設計的“特洛伊木馬”，走前槍擊威廉作為公開日記的報復，卻不知自己錯怪人。威廉臨死之際將雷克斯行兇的錄影證據傳給安卓莉亞，而當卡拉一行人最終察覺到異狀，趕回指揮塔時只找到氣絕的威廉。                  |             |                                                 |                    |                                                                            |                |           |                       |
| 125 | 19          | 最後一關 The Last Gauntlet                      | 葛倫·溫特          | 劇本創作 ：J·霍瑟姆 故事構思 ：德瑞克·賽門 & 傑·費伯                       | 2021年11月9日  | T13.22619 | 0.59                  |
| 威廉之死使一行人陷入難以抹去的悲痛與自責，均承認是她們放鬆警惕而導致慘劇發生，雷克斯威脅眾人交出她們回收的五大圖騰、包含還未尋獲的「天命」圖騰。心慌意亂的艾莉絲不惜血本想救回伊絲梅，而卡拉受悲傷驅使也決定越俎代庖；作為直接導致者的安卓莉亞同樣懺悔自己的過失。由於愛情圖騰無法從伊絲梅體內移除，妮可西決定跟她用心相處尋找機會，且慢慢跟同病相憐的伊絲梅產生感情。雷克斯對妮可西的愛意受到母親莉莉安抵制，其希望雷克斯能專注於家族，因此開始調撥兩者的關係。當雷克斯最終失去耐心而打算強行移除圖騰時，妮可西捨身保護伊絲梅而使她通過愛情考驗獲得圖騰，同時看清雷克斯的真面目而背離他。卡拉尋獲藏於布拉格遺跡的天命圖騰，艾莉絲直接將六個圖騰帶去換回女兒，但雷克斯趁交易時干涉而觸發三方決鬥。卡拉原本決定冒著冒犯政府及市民的風險，靠吸收太陽能來為自身充能，得以面對接下來決定地球命運的戰鬥，然而隨著市民對她失望，卡拉最終改變主意而加入另一邊的戰局。莉莉安替雷克斯擋下致命一擊，伊絲梅將拼湊完成的全能石摔成三塊，而卡拉、妮可西和雷克斯各取得一部分。妮可西和雷克斯的互鬥同時汲取全人類心中的美好特質作為能源，就在卡拉茫然無措時，聽到城市下方的奧蘭多激勵市民的演講，最終想出唯一的方法。      |             |                                                 |                    |                                                                            |                |           |                       |
| 126 | 20          | 卡拉 Kara                                       | 傑西·沃恩          | 劇本創作 ：羅伯特·羅夫諾 & 潔西卡·奎勒 故事構思 ：羅柏·賴特 & 德瑞克·賽門  | 2021年11月9日  | T13.22620 | 0.49                  |
| 莉娜陪伴養母莉莉安直到逝世，其死前表示自己隱瞞莉娜身世的歉意，希望莉娜從此放飛自我。卡拉靠精神聯繫全人類發表“創歷史性”的莊重演講，重新激勵全人類的希望、勇氣等等本質，進而弱化雷克斯和妮可西的力量。雷克斯用僅剩的力量召喚回多名過去強敵，但女超人一行人伴隨改邪歸正的米奇、安卓莉亞、由奧蘭多帶領的大量市民、從未來回歸的戰友蒙艾和溫、以及各自的家人伊莉莎和詹姆斯，集體前來並肩作戰。走投無路的雷克斯重開幻影區釋放魅影族，然而隨著全人類維持希望和勇氣，最後導致雷克斯和妮可西自食其果，雙雙被魅影族吞噬而徹底囚禁於幻影區中。戰後，眾人幫威廉舉行英雄式葬禮，女超人一行人受到政府表彰作為感謝，而超自然行動局得以重建，蒙艾則帶領軍團回去守護未來。三星期後，艾莉絲和凱莉在所有親朋好友的祝福下終成連理，而溫、詹姆斯與決定留在過去陪妮雅的布萊尼均盛裝出席。當眾人享受所擁有的幸福時，卡拉得知久違的凱特·葛蘭特復職凱特企業總裁，而自己對於選擇放下英雄使命、擔任她的新聞總編輯感到捉摸不定，直到莉娜用她接納自我的想法與經歷，說服卡拉也應嘗試新的機遇，認為充滿希望的新世界能互助彼此。目睹艾莉絲和凱莉踏上蜜月行的卡拉決定放下掩飾身份的眼鏡，接受職位並向大眾公開自己的身份，就此踏上全新旅程。   |             |                                                 |                    |                                                                            |                |           |                       |

## 收視
| 序 | 標題           | 播出日期       | 收視率 （18–49歲） | 收視人数 （百萬） | DVR收視率 （18–49歲） | DVR收視人数 （百萬） | 總收視率 （18–49歲） | 總收視人数 （百萬） |
| -- | -------------- | -------------- | ------------------ | ----------------- | --------------------- | -------------------- | -------------------- | ------------------- |
| 1  | 浴火重生       | 2021年3月30日  | 0.1                | 0.73              | 不適用                | 不適用               | 不適用               | 不適用              |
| 2  | 寥寥無幾       | 2021年4月6日   | 0.2                | 0.69              | 0.2                   | 0.65                 | 0.4                  | 1.34                |
| 3  | 魅影危機       | 2021年4月13日  | 0.2                | 0.59              | 0.2                   | 0.59                 | 0.4                  | 1.18                |
| 4  | 失落之魂       | 2021年4月20日  | 0.1                | 0.59              | 0.2                   | 0.49                 | 0.3                  | 1.08                |
| 5  | 舞會之夜       | 2021年4月27日  | 0.1                | 0.50              | 0.2                   | 0.52                 | 0.3                  | 1.05                |
| 6  | 舞會風波       | 2021年5月4日   | 0.1                | 0.62              | 0.2                   | 0.54                 | 0.3                  | 1.15                |
| 7  | 無所畏懼       | 2021年5月11日  | 0.1                | 0.47              | 0.2                   | 0.53                 | 0.3                  | 1.00                |
| 8  | 歡迎歸來       | 2021年8月24日  | 0.1                | 0.56              | 0.1                   | 0.51                 | 0.2                  | 1.07                |
| 9  | 築夢大師       | 2021年8月31日  | 0.1                | 0.59              | 0.1                   | 0.43                 | 0.2                  | 1.02                |
| 10 | 鍥而不捨       | 2021年9月7日   | 0.1                | 0.48              | 0.1                   | 0.40                 | 0.2                  | 0.88                |
| 11 | 針鋒相對       | 2021年9月14日  | 0.1                | 0.40              | 不適用                | 不適用               | 不適用               | 不適用              |
| 12 | 盲點           | 2021年9月21日  | 0.1                | 0.48              | 0.1                   | 0.43                 | 0.2                  | 0.91                |
| 13 | 勇往直前       | 2021年9月28日  | 0.1                | 0.40              | 0.1                   | 0.39                 | 0.2                  | 0.79                |
| 14 | 奇思妙想       | 2021年10月5日  | 0.1                | 0.42              | 0.1                   | 0.36                 | 0.2                  | 0.78                |
| 15 | 明日希望       | 2021年10月12日 | 0.1                | 0.38              | 0.1                   | 0.39                 | 0.2                  | 0.77                |
| 16 | 惡夢之城       | 2021年10月19日 | 0.1                | 0.42              | 0.1                   | 0.34                 | 0.2                  | 0.76                |
| 17 | 我相信愛的力量 | 2021年10月26日 | 0.1                | 0.45              | 0.1                   | 0.33                 | 0.2                  | 0.78                |
| 18 | 難言之隱       | 2021年11月2日  | 0.1                | 0.40              | 0.0                   | 0.35                 | 0.1                  | 0.75                |
| 19 | 最後一關       | 2021年11月9日  | 0.1                | 0.59              | 0.1                   | 0.33                 | 0.2                  | 0.92                |
| 20 | 卡拉           | 2021年11月9日  | 0.1                | 0.49              | 0.1                   | 0.34                 | 0.2                  | 0.83                |

## 外部鏈接
- 官方网站 （英文）